# Shanhe (socken i Kina, Zhejiang)
Shanhe (kinesiska: 山河, 山河乡) är en socken i Kina. Den ligger i provinsen Zhejiang, i den östra delen av landet, omkring 150 kilometer sydost om provinshuvudstaden Hangzhou.
Genomsnittlig årsnederbörd är 2 140 millimeter. Den regnigaste månaden är augusti, med i genomsnitt 364 mm nederbörd, och den torraste är januari, med 70 mm nederbörd.